# Giao Long, Giao Thủy
Giao Long là một xã thuộc huyện Giao Thủy, tỉnh Nam Định, Việt Nam.
Xã Giao Long có diện tích 7,49 km², dân số năm 1999 là 7911 người, mật độ dân số đạt 1056 người/km².